# Campo Santa Margherita
Le Campo Santa Margherita est une place de Venise située dans le sestiere de Dorsoduro. Un Campo désigne à Venise un ancien « champ de foire ». Sa forme actuelle remonte à la deuxième moitié du XIXe siècle. Elle est la conséquence du comblement de divers canaux qui confluaient sur le campo. Il tire son nom de l'ancienne église de Sainte Marguerite déconsacrée en 1810 et qui subsiste au nord de la place avec son campanile et d'intéressants exemples de maisons vénitiennes du XIVe et XVe siècles.

## Description
Le campanile, à l'origine plus élevé que celui de San Marco, fut littéralement coupé en deux et partiellement inséré dans les maisons environnantes. Au centre du campo fut édifié le bâtiment de la Scuola dei Varotari (« École des tanneurs»).
Sur le côté occidental, on peut voir des petits palais de style byzantin ou gothique, notamment le palais Foscolo-Corner.
Le campo est très animé le soir et la nuit grâce aux étudiants des universités voisines (IUAV et Ca' Foscari) et des lycées (Lycées Classiques, Lycée Artistique, Institut d'art, Lycée Scientifique).
Sa proximité avec la gare de Santa Lucia, le Piazzale Roma où se trouve la gare routière et les plus importants musées et églises de Venise font du campo un nœud important de la ville. On y trouve encore des éléments de la vie quotidienne vénitienne comme un petit marché de fruits et légumes et des boutiques. Le tourisme de masse a dégradé la quiétude du quartier.

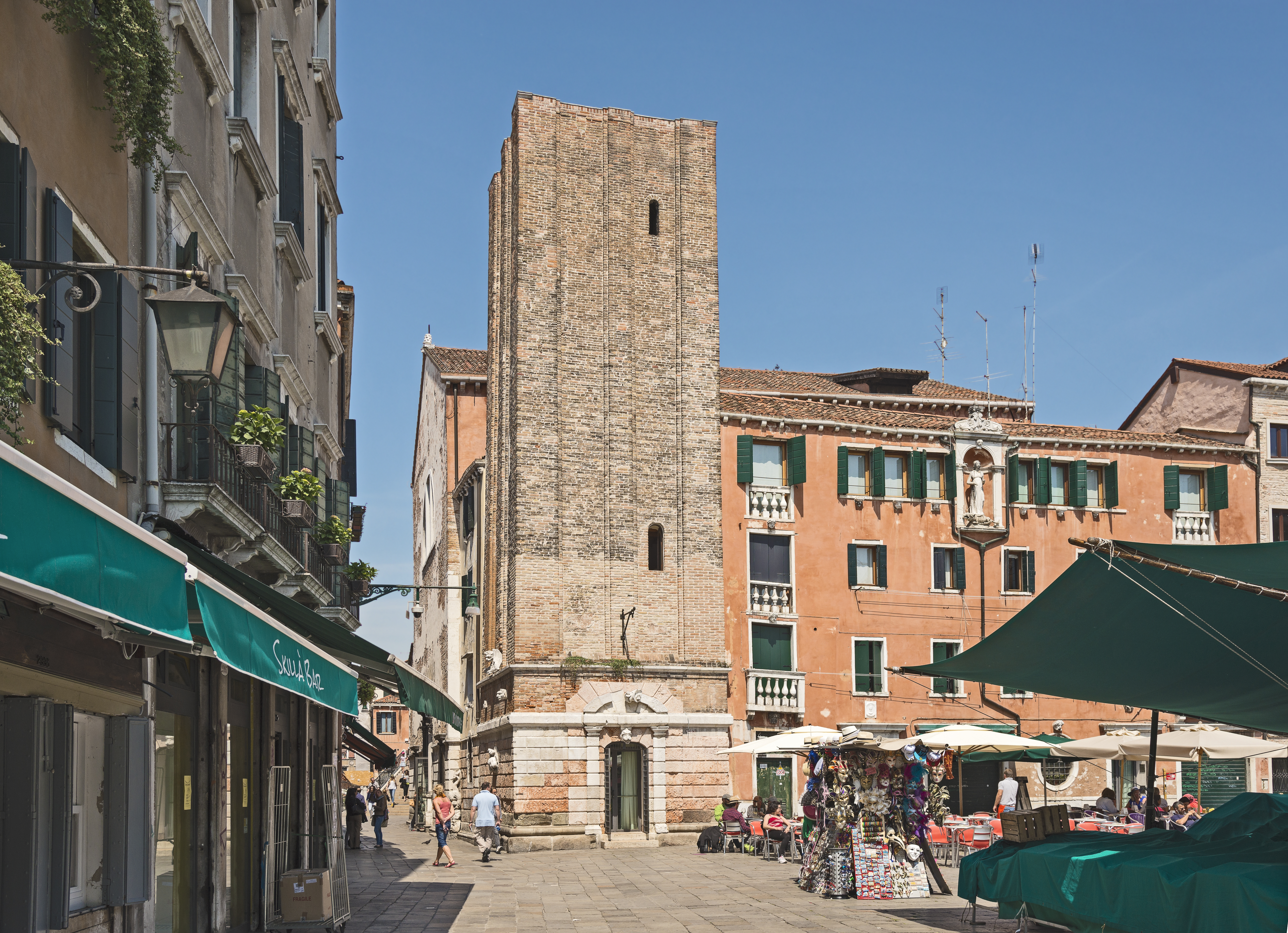
Le campanile et l'ancienne église Santa Margherita
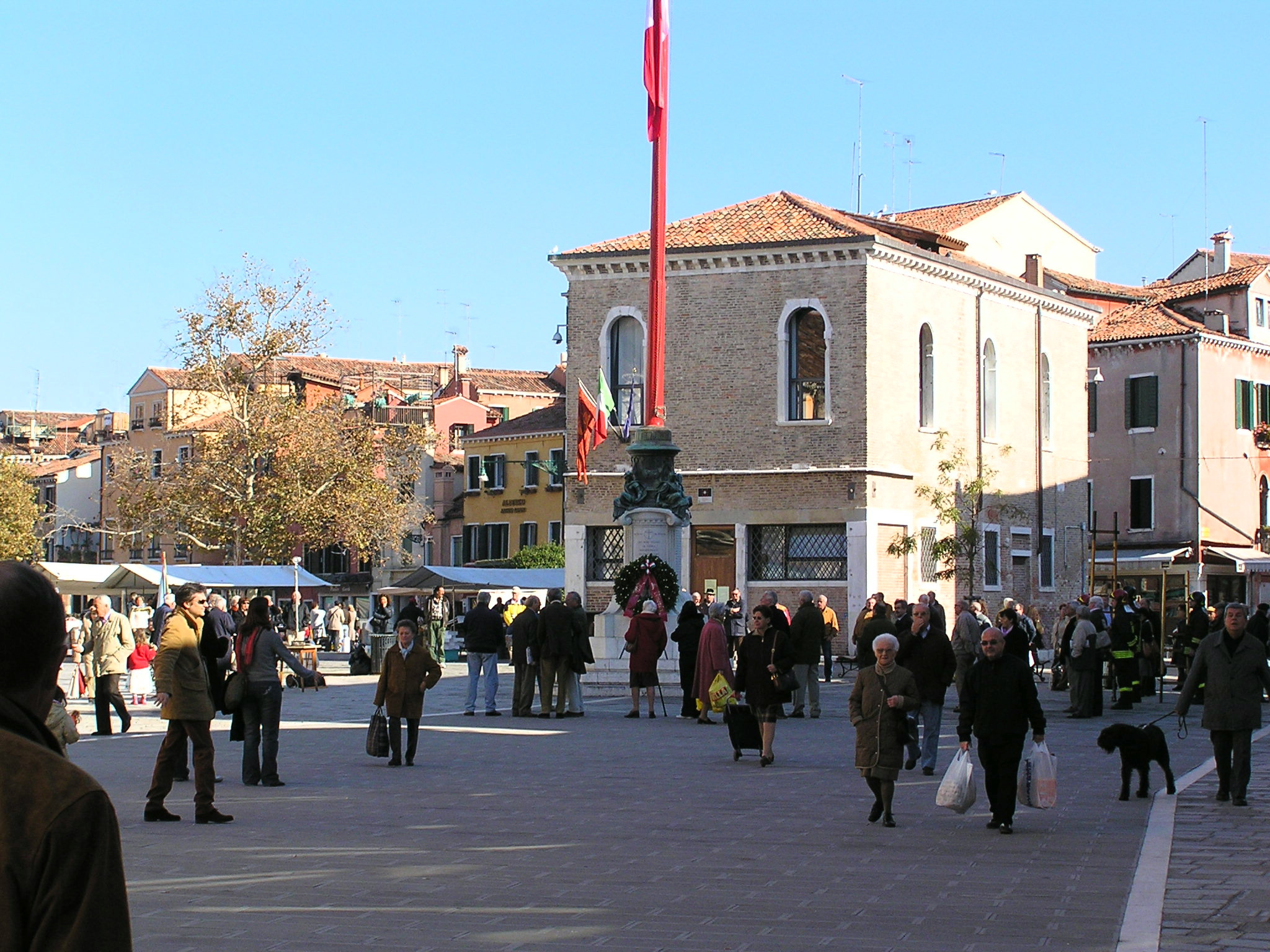
Le Campo
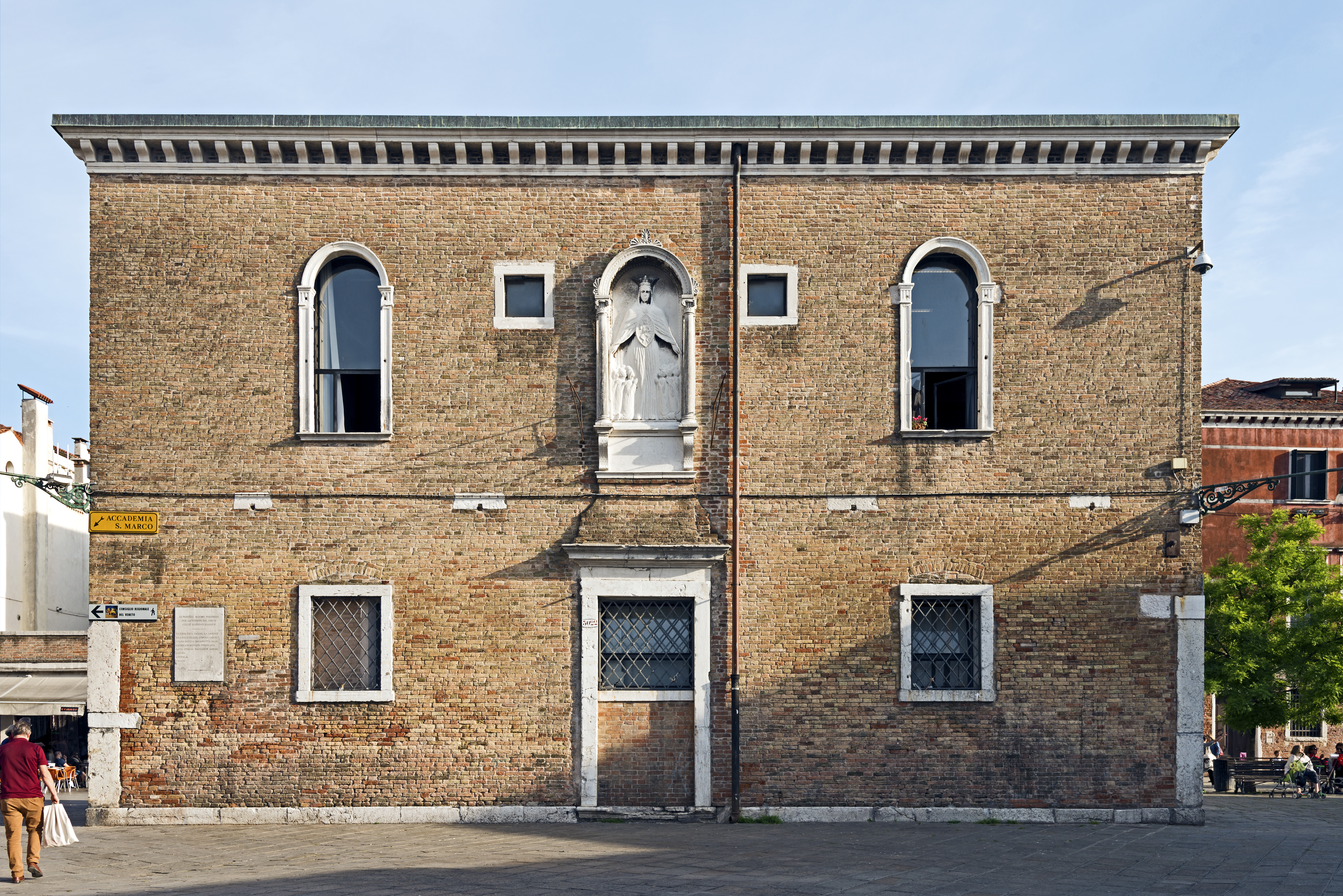
La Scuola dei Varoteri